# Miassite
 (mai 2024).

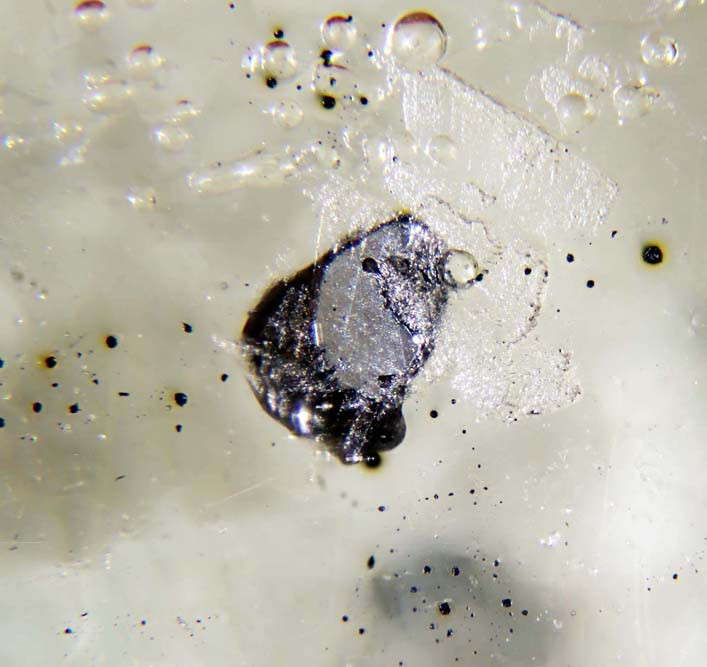
Monocristal du minéral de rhodium extrêmement rare miassite (Rh17S15) inclus dans une résine utilisée pour l'analyse de l'échantillon. Origine : rivière Miass, oblast de Chelyabinsk, Fédération de Russie.

La miassite est un minéral naturel, un sulfure de rhodium qui serait un supraconducteur non conventionnel.
Le minéral est composé de rhodium et de soufre, dont la formule stœchiométrique est Rh17S15.
La miassite est l’un des quatre minéraux présents dans la nature qui sont supraconducteurs lorsqu’ils sont fabriqués en laboratoire.
Située sur les rives de la rivière Miass en Russie, cette roche a longtemps été sous-estimée dans le monde scientifique.